# Ordine della Columbia Britannica
L'Ordine della Columbia Britannica è un'onorificenza della provincia della Columbia Britannica, in Canada.

## Storia
L'Ordine è stato fondato il 21 aprile 1989 dal luogotenente governatore David Lam, su consiglio del gabinetto del Premier Bill Vander Zalm. L'ordine è amministrato da un consiglio ed è destinato a onorare gli attuali o ex residenti della Columbia Britannica per risultati notevoli in qualsiasi campo, essendo così descritto come il più alto onore tra tutti quelli conferiti dalla monarchia della Columbia Britannica.

## Classi
L'Ordine dispone dell'unica classe di membro.

## Struttura e assegnazione
L'Ordine della Columbia Britannica, che ha sostituito il precedente Ordine del corniolo, è destinato a onorare qualsiasi abitante della Columbia Britannica, attuale o passato, che abbia dimostrato un alto livello di eccellenza individuale e risultati in qualsiasi campo, dimostrando "la più grande distinzione ed eccellenza in ogni campo di attività a beneficio del popolo della Provincia o altrove". Solo coloro che sono eletti o nominati membri di un organo governativo non sono eleggibili finché rimangono in carica. Non ci sono limiti su quanti possano appartenere all'Ordine o essere nominati annualmente.
Il processo di ricerca di individui qualificati inizia con la presentazione da parte del pubblico al Consiglio consultivo dell'Ordine della Columbia Britannica, che è composto dal giudice capo della Columbia Britannica, che funge da presidente; dal presidente dell'Assemblea legislativa; dal presidente di una delle università pubbliche della Columbia Britannica, per un mandato di due anni; dal presidente dell'Unione dei comuni della Columbia Britannica; dal vice ministro delle relazioni intergovernative; e da due membri dell'Ordine. Questo comitato si riunisce una volta all'anno per presentare le raccomandazioni selezionate al luogotenente governatore. Le nomine postume non sono accettate, anche se un individuo che muoia dopo che il suo nome è stato presentato al Consiglio consultivo può ancora essere nominato retroattivamente membro dell'Ordine. Il luogotenente governatore, membro ex officio e cancelliere dell'Ordine, quindi fa tutte le nomine nell'unico grado di appartenenza alla fratellanza con un Order in Council che porta la sua firma e il gran sigillo della provincia. Successivamente, i nuovi membri hanno il diritto di utilizzare il post-nominale OBC.
All'ingresso nell'Ordine della Columbia Britannica, di solito con una cerimonia presso la Government House di Victoria, ai nuovi membri vengono consegnate le insegne dell'ordine.

## Insegne
- Il distintivo principale consiste in un medaglione d'oro a forma stilizzata di Cornus nuttallii - il fiore ufficiale della provincia - con il dritto smaltato di bianco con bordo oro e recante al centro lo stemma della Columbia Britannica, il tutto sormontato da una corona di sant'Edoardo che simboleggia il ruolo del monarca canadese come fons honorum.[8][9] Gli uomini indossano il distintivo sospeso da un nastro al colletto, mentre le donne portano il loro su un fiocco sul petto a sinistra. I membri ricevono anche una spilla che può essere indossata durante le occasioni meno formali. La spilla ha la forma di un piccolo fiore di corniolo smaltato e sormontato da una corona.[10]
- Il nastro è bianco con bordi verdi e all'interno sono presenti due sottili strisce gialle e una striscia blu.